# 楊天精
楊天精（？—？），號孟诸，河南歸德府虞城縣籍陕西澄城县人，明末政治人物。

## 生平
萬曆四十六年（1618年）戊午科鄉試第五十九名举人，七年（1634年）登甲戌科會試第二百七十七名，廷試三甲第八十名进士，刑部觀政，本年八月授山西洪洞县知县。

## 家族
曾祖楊济民，祖楊守璞，父楊国祖，廪生。